# Бакстер (тауншип, Миннесота)
Бакстер (англ. Baxter) — тауншип в округе Лак-ки-Парл, Миннесота, США. На 2000 год его население составило 209 человек.

## География
По данным Бюро переписи населения США площадь тауншипа составляет 93,1 км², из которых 92,9 км² занимает суша, а 0,2 км² — вода (0,22 %).

## Демография
По данным переписи населения 2000 года здесь находились 209 человек, 76 домохозяйств и 68 семей.  Плотность населения —  2,3 чел./км².  На территории тауншипа расположено 82 постройки со средней плотностью 0,9 построек на один квадратный километр. Расовый состав населения: 98,56 % белых, 0,96 % — других рас США и 0,48 % приходится на две или более других рас. Испанцы или латиноамериканцы любой расы составляли 0,96 % от популяции тауншипа.
Из 76 домохозяйств в 35,5 % воспитывались дети до 18 лет, в 81,6 % проживали супружеские пары, в 5,3 % проживали незамужние женщины и в 10,5 % домохозяйств проживали несемейные люди. 9,2 % домохозяйств состояли из одного человека, при том 2,6 % из — одиноких пожилых людей старше 65 лет. Средний размер домохозяйства — 2,75, а семьи — 2,94 человека.
28,2 % населения — младше 18 лет, 4,3 % — в возрасте от 18 до 24 лет, 24,9 % — от 25 до 44, 26,8 % — от 45 до 64, и 15,8 % — старше 65 лет. Средний возраст — 38 лет. На каждые 100 женщин приходилось 101,0 мужчин.  На каждые 100 женщин старше 18 приходилось 100,0 мужчин.
Средний годовой доход домохозяйства составлял 40 417 долларов, а средний годовой доход семьи —  40 521 доллар. Средний доход мужчин —  32 292  доллара, в то время как у женщин — 15 313. Доход на душу населения составил 15 622 доллара. За чертой бедности находились 11,6 % семей и 11,4 % всего населения тауншипа, из которых 13,1 % младше 18 и 8,3 % старше 65 лет.